# Strandella fluctimaculata
Strandella fluctimaculata là một loài nhện trong họ Linyphiidae.
Loài này thuộc chi Strandella. Strandella fluctimaculata được Kendo Saito miêu tả năm 1982.